# Kheino Potter
Kheino Potter (en rusoː Хейно Иоганнович Поттер; 13 de abril de 1929, Viljandi, Estonia - 22 de mayo de 2007, San Petersburgo, Rusia) fue un astrónomo ruso.

## Biografía
En 1946 se graduó con la medalla de oro del Gimnasio Ruso Kesklinna de Tallin, estudió en la Facultad de Matemáticas y Mecánica de la Universidad Estatal de Leningrado. Siendo estudiante universitario, fue campeón nacional en la prueba de velocidad de 400 metros, participó en el equipo nacional de la URSS en los Juegos Olímpicos de Helsinki 1952. Trabajó en el Observatorio Púlkovo desde 1954.
Fue conocido por sus trabajos en el campo de la astrometría, selenografía y determinación de constantes fundamentales. Descubrió un asteroide. En 1967, junto con N. G. Rizvanov, organizó la Expedición Ordubad del Observatorio Astrofísico Estatal de la Academia de Ciencias de Rusia, que sentó las bases para el Observatorio Astrofísico Batabat de la Rama Nakhichevan de la Academia Nacional de Ciencias de Azerbaiyán. Trabajó en la Estación Astronómica Cerro El Roble en Chile. Desde 1972 a 1989, fue Jefe del Departamento de Astrometría Fotográfica y Astronomía Estelar del Observatorio Púlkovo (en 1985 el departamento se transformó en un laboratorio de astrometría fotográfica dentro del Departamento de Astronomía Posicional).
En 1982 encabezó la Expedición Astronómica de la Academia de Ciencias de la URSS a Bolivia con la finalidad de organizar la elaboración de catálogos estelares del hemisferio sur; las cercanías a la ciudad de Tarija fueron elegidas para la instalación del primer telescopio para esta finalidad conformando entonces el Observatorio Astronómico Boliviano-Soviético, el que fue posteriormente elevado por ley de la República de Bolivia al rango de Observatorio Astronómico Nacional de Bolivia. 
Murió el 22 de mayo de 2007. Fue enterrado en el cementerio de astrónomos de Púlkovo.

### (2975) Spahr
El Centro de Planetas Menores le atribuye el descubrimiento del asteroide (2975) Spahr, realizado el 8 de enero de 1970 en colaboración con A. Lokalov.
La Unión Astronómica Internacional designó en su honor al asteroide (7320) Potter, descubierto por Liudmila Zhuravliova en 1978.